# Orangebröstad busktörnskata
Orangebröstad busktörnskata (Chlorophoneus sulfureopectus) är en fågel i familjen busktörnskator inom ordningen tättingar.

## Utbredning och systematik
Orangebröstad busktörnskata delas in i två underarter med följande utbredning:
- sulfureopectus – Senegal till Gabon, norra Demokratiska republiken Kongo och västra Uganda
- similis – södra Sudan, Sydsudan, Etiopien, södra Somalia och östra Demokratiska republiken Kongo söderut till Angola, norra Namibia och Sydafrika

## Status
Arten har ett stort utbredningsområde och beståndet anses vara stabilt. Internationella naturvårdsunionen IUCN listar den därför som livskraftig (LC).